# جون يندكفيست
جون يندكفيست (بالسويدية: Johan Lindqvist)‏ هو عداء مسافات طويلة سويدي، ولد في 29 أغسطس 1882، وتوفي في 1958.

## وصلات خارجية
- جون يندكفيست على موقع أوليمبيديا (الإنجليزية)
- جون يندكفيست على موقع اللجنة الأولمبية السويدية (السويدية)